# Hala Roztoka
Die Alm Hala Roztoki ist eine Alm im Tal Dolina Roztoki in der polnischen Hohen Tatra in der Woiwodschaft Kleinpolen.

## Geschichte
Die Alm wurde im 17. Jahrhundert angelegt und war bis zur Gründung des Tatra-Nationalparks im Jahr 1954 in Betrieb. Eigentümer war seit 1637 die Familie Nowobilski aus dem Dorf Białka Tatrzańska. Letzter Eigentümer war die Familie Wojtanek aus dem Dorf Brzegi. Die Eigentümer wurden 1961 enteignet. Seitdem die Viehwirtschaft eingestellt wurde, wächst die Alm mit Nadelwald und Bergkiefern zu. Auf der Alm stehen noch Almhütten auf der Bergwiese Nowa Roztoka.

## Tourismus
Im Tal befinden sich zwei Wanderwege.
- ▬ Ein grün markierter Wanderweg führt von der Schutzhütte Schronisko PTTK w Dolinie Roztoki ins Tal Dolina Pięciu Stawów Polskich.
- ▬ Ein schwarz markierter Wanderweg führt von der Alm zur Berghütte Dolina PTTK w Dolinie Pięciu Stawów Polskich.